# Королівська милість (фільм)
«Королівська милість» (англ. Restoration) — костюмований історичний кінофільм за романом Роуз Тремейн (англ. Rose Tremain) про період британської історії, що настав після смерті Олівера Кромвеля та реставрації монархії в країні.

## Зміст
Епоха Реставрації, тобто поворот Англії середини XVII століття в католицько-феодальне русло, самодурство королів і феодальних примх вельмож. Серед цих Високопосаджений осіб миготить фігурка медика Роберта Мерівел (Роберт Дауні (молодший)), обраного королем-шотландцем Карлом II на роль чоловіка його коханки Селії і ветеринара його кучерявої спанієль.

## Ролі
| Актор                   | Роль            |
| ----------------------- | --------------- |
| Роберт Дауні (молодший) | Роберт Мерівел  |
| Сем Нілл                | Карл II         |
| Девід Тьюліс            | Джон Пірс       |
| Поллі Вокер             | Селія Клеменс   |
| Мег Райан               | Катарина        |
| Ієн Маккеллен           | Вілл Гейтс      |
| Г'ю Грант               | Еліас Фінн      |
| Єн Макдермід            | Емброс          |
| Бенджамін Вітроу        | батько Мерівела |
| Роджер Ештон-Гріффітс   | містер Банг     |

## Знімальна група
- Режисер — Майкл Гоффман
- Сценарист — Руперт Волтерс, Роуз Трімейн
- Продюсер — Сара Блек, Кері Брокау, Енді Патерсон
- Композитор — Джеймс Ньютон Говард